# Odontoloma endroedyi
Odontoloma endroedyi là một loài bọ cánh cứng trong họ Bọ hung (Scarabaeidae).